# Murphy (Oklahoma)
Pour les articles homonymes, voir Murphy.
Murphy est une census-designated place du comté de Mayes, dans l'État d'Oklahoma, aux États-Unis,. En 2020, elle compte une population de 140 habitants.